# Matthew Bostock
Pour les articles homonymes, voir Bostock.
Matthew Bostock (né le 16 juillet 1997 à Douglas sur l'île de Man) est un coureur cycliste britannique.

## Palmarès sur route

### Par année
- 2015
  - 2e des Trois Jours d'Axel
- 2019
  - 5e épreuve du Tour Series (en)
  - 2e du championnat de Grande-Bretagne sur route espoirs
  - 3e du championnat de Grande-Bretagne du critérium
- 2020
  - 3e du Dorpenomloop Rucphen
- 2022
  -  Champion de Grande-Bretagne du critérium
  - Tour Series (en) :
    - Classement général
    - 5e et 7e épreuves

  - 3e étape du Tour de la Mirabelle
  - Manx International Stage Race :
    - Classement général
    - 1re et 2e étapes

  - 2e du Tour de la Mirabelle
  - 2e de la Districtenpijl-Ekeren-Deurne
- 2023
  - 2e du championnat de Grande-Bretagne du critérium
- 2024
  - Otley Grand Prix
  - Dudley Grand Prix
  - Colne Grand Prix
  - Beverley Grand Prix
  - 2e de l'Eddie Soens Memorial
  - 2e du Sheffield Grand Prix
- 2025
  - Clarendon Cup
  - Sheffield Grand Prix
  - Dawlish Grand Prix
  - 2e de l'Otley Grand Prix
  - 2e du Colne Grand Prix
  - 3e du championnat de Grande-Bretagne du critérium

### Classements mondiaux
| Année                                 | 2017  | 2018 | 2019  | 2020  | 2021 | 2022 | 2023 |
| ------------------------------------- | ----- | ---- | ----- | ----- | ---- | ---- | ---- |
| Classement mondial                    | 1682e | nc   | 1909e | 1008e | 578e | 492e | 785e |
| UCI Europe Tour                       | 1081e | nc   | 1257e | 784e  | 465e | 391e | nc   |
|                                       |       |      |       |       |      |      |      |
| Légende : nc = non classéSource : UCI |       |      |       |       |      |      |      |

## Palmarès sur piste

### Championnats du monde
- Hong Kong 2017
  - 13e de la poursuite individuelle[1].

### Coupe du monde
- 2016-2017
  - 1er de la poursuite par équipes à Glasgow (avec Mark Stewart, Kian Emadi, Andrew Tennant et Oliver Wood).

### Championnats d'Europe
| Édition / Épreuve              | Poursuite par équipes                    |
| Montichiari 2016 (espoirs)     | Bronze                                   |
| Saint-Quentin-en-Yvelines 2016 | Bronze                                   |
| Anadia 2017 (espoirs)          | Or (avec Holt, Hayter et Walls)          |
| Aigle 2018 (espoirs)           | Or (avec Holt, Britton, Walls et Wright) |

### Championnats de Grande-Bretagne
- 2016
  - 2e de l'américaine
- 2017
  - 2e de la poursuite par équipes